# Maria del Carme Servitje i Mauri
Maria del Carme Servitje i Mauri (Barcelona, 1 de juliol de 1945) és una empresària i política catalana.

## Biografia
Va estudiar dret a la Universitat de Barcelona, però no acabà els estudis i treballà com a administradora de Pastisseries Mauri SA. És sòcia d'Òmnium Cultural, de Xarxa Cultural i dels Amics de la Rambla de Catalunya, de Barcelona.
És militant de Convergència Democràtica de Catalunya des de 1977. Fou diputada per CiU a les eleccions al Parlament de Catalunya de 1984 i 1988. Ha estat secretària de la Comissió de Política Social del Parlament de Catalunya (1984-1988) i de la Comissió d'Estudi sobre les Bosses de Pobresa (1989-1992), així com membre de la Diputació Permanent el 1990.
Posteriorment fou candidata al Senat per CiU a les eleccions generals espanyoles de 1993 i a les eleccions municipals de 1995 fou escollida regidora a l'ajuntament de Barcelona, càrrec que va ocupar fins al 2003. Ha estat presidenta d'honor de la FIDE, associació internacional de dones empresàries, com a representant de Pimec-Sefes.